# Madeleine Riffaud
Madeleine Riffaud (* 23. August 1924 in Arvillers; † 6. November 2024 in Paris) war eine französische Dichterin, Journalistin, Kriegsberichterstatterin und Mitglied des französischen Widerstandes, der Résistance.

## Leben
Riffaud wurde 1924 in Arvillers geboren und war bei Ausbruch des Zweiten Weltkriegs fünfzehn Jahre alt. Ein Jahr später, 1940, musste sie mit ihrer Mutter und ihrem Großvater vor der Wehrmacht in den unbesetzten Südwesten Frankreichs fliehen. Ihr Flüchtlingstreck wurde in der Nähe der Loire durch die Luftwaffe angegriffen. Der Angriff und ein späterer Übergriff eines Besatzungsoffiziers, der ihr ins Gesäß trat, waren die Auslöser dafür, dass sie mit 17 Jahren nach Paris ging und sich der Résistance anschloss.

### Résistance
Sie nannte sich nun „Rainer“ in Anlehnung an ihren Lieblingsdichter Rainer Maria Rilke. Innerhalb der Résistance gehörte sie als Lieutenant der Gruppe Francs-tireurs et partisans (FTP) an und transportierte Nachrichten, schmuggelte Waffen und besorgte Essensmarken. Am 24. August 1944 war Riffaud an der Gefangennahme von 80 Soldaten der Wehrmacht aus einem deutschen Panzerzug in Ménilmontant beteiligt.
Nach dem Massaker von Oradour bekam die damals 19-Jährige im Juli 1944 den Auftrag, einen deutschen Offizier zu töten. Auf der Seinebrücke Pont de Solférino (an der Stelle der heutigen Passerelle Léopold-Sédar-Senghor) sah sie einen Unteroffizier am Geländer stehen und auf die Seine schauen. Sie erschoss ihn mit zwei Kopfschüssen. Anschließend floh sie mit ihrem Fahrrad und wurde von einem Angehörigen der mit den Deutschen kollaborierenden Milice française gefasst. Dieser lieferte sie für ein Kopfgeld in Höhe von 10.000 Francs an die Gestapo aus.
In der Haft wurde sie unter anderem mit Schlafentzug, Stromstößen und seelisch gefoltert. Sie wurde zwei Wochen auf einen Stuhl gefesselt, und vor ihren Augen wurde ein Mann zu Tode gefoltert. Einem Jungen aus ihrer Gruppe wurden Arme und Beine gebrochen. Ihre Erschießung sollte am 5. August 1944 stattfinden, doch sie wurde aus der Gruppe der zu Erschießenden herausgenommen und weiter verhört. Sie überlebte die Haft und die Folterungen und gelangte am 18. August 1944 bei einem Gefangenenaustausch in die Freiheit. Danach half sie bei der Errichtung der Barrikaden in Paris, um die deutsche Besetzung zu stoppen. Nach der Befreiung von Paris setzte sie ihren Kampf in der Résistance fort.

### Nach dem Zweiten Weltkrieg
Nach dem Krieg arbeitete Riffaud als Journalistin und Kriegsberichterstatterin für Zeitungen wie L’Humanité, Rundfunk- und Fernsehsender. Sie arbeitete auch für deutsche Fernsehsender. Riffaud berichtete vom Algerienkrieg und vom Vietnamkrieg. Nach ihrer Rückkehr nach Frankreich arbeitete sie als Pflegehelferin in einem Krankenhaus in Paris. Dort schrieb sie den Bestseller Les Linges De La Nuit und veröffentlichte eine Gedichtanthologie: Cheval Rouge: Anthologie Poétique, 1939–1972. Madeleine Riffaud starb im November 2024 im Alter von 100 Jahren.

## Auszeichnungen
- Croix de guerre, für ihre Widerstandstätigkeit gegen die Nazi-Besatzung; Auszeichnung am 6. August 1945
- Chevalier de la Légion d’honneur, verliehen durch Raymond Aubrac, 2001[9]
- Ordre national du Mérite, 2013[10]

## Werk
- Le Poing Fermé (1945)
- Le Courage D’aimer (1949)
- Les Carnets de Charles Debarge, documents recueillis et commentés par Madeleine Riffaud (1951)
- Les Baguettes de Jade (1953)
- Le Chat si Extraordinaire (1958)
- Ce que j’ai vu à Bizerte (1961)
- Merveille et Douleurs : l’Iran (1963)
- De votre Envoyée Spéciale... (1964)
- Dans Les Maquis „Vietcong“ (1965)
- Au Nord-Vietnam : écrit sous les bombes (1967)
- Nguyễn Đinh Thi : Front du Ciel (Mãt trãn trên cao) (1968)
- Cheval Rouge : Anthologie Poétique, 1939–1972 (1973)
- Les Linges de la Nuit (1974)
- On L’appelait Rainer : 1939–1945 (1994)
- La Folie du Jasmin : poèmes dans la nuit coloniale (2001)
- Bleuette (2004)

## Werke über Madeleine Riffaud
- Les trois guerres de Madeleine Riffaud (2010), Dokumentationsfilm, Regie Philippe Rostan
- Resistance Heroism and the End of Empire, Buch von Keren Chiaroni, Taylor & Francis Ltd., 8. Dezember 2016 (pdf), ISBN 978-1-31539-609-5
- Les Sept Vies de Madeleine Riffaud (2020), Dokumentationsfilm, Regie Jorge Amat[11]
- Jean-David Morvan (Text), Dominique Bertail (Zeichnungen) mit Madeleine Riffaud: Madeleine, résistante, Vol. 1: La rose dégoupillée, Dupuis, Paris 2021, ISBN 979-10-347-4275-2. Vol. 2: L'édredon rouge, Dupuis, Paris 2023, ISBN 979-10-347-4802-0. Vol. 3: Les nouilles à la tomate, Dupuis, Paris 2024, ISBN 979-10-347-5966-8.
  - dt. Ausgabe: Madeleine, die Widerständige (Graphic novel)
    - Bd. 1: Die entsicherte Rose, übersetzt von Annika Wisniewski, avant-Verlag, Berlin 2022, ISBN 978-3-96445-080-7.
    - Bd. 2: Das rote Federbett, übersetzt von Marcel Le Comte, avant-Verlag, Berlin 2024, ISBN 978-3-96445-112-5.